# Cryptothele sundaica
Cryptothele sundaica är en spindelart som beskrevs av Tord Tamerlan Teodor Thorell 1890. Cryptothele sundaica ingår i släktet Cryptothele och familjen Zodariidae.

## Underarter
Arten delas in i följande underarter:
- C. s. amplior
- C. s. javana